# Ntshavheni Wa Luruli
Ntshavheni Wa Luruli est un scénariste et réalisateur sud-africain, né le 28 août 1955 à Johannesburg (Afrique du Sud).
Ntshavheni Wa Luruli est diplômé en art dramatique de l’université du Witwatersrand (Afrique du Sud) et titulaire d’un Master of Fine Arts en écriture de scénario et réalisation, obtenu à l’université Columbia.
Ntshavheni Wa Luruli a débuté comme assistant réalisateur auprès de Spike Lee. Il enseigne l’écriture de scénario à Johannesburg et à l’école d’art dramatique pour le cinéma et la télévision à l’université du Witwatersrand.
Il a écrit le scénario de Rambani qui obtient prix Paramount Pictures du scénario.
En 1999, il réalise son premier long métrage, Chikin Biznis. Son second long métrage, The wooden camera (la Caméra de bois), sort en 2003. Ce film reçoit le prix spécial droits de l’enfant au Festival panafricain du cinéma et de la télévision de Ouagadougou en 2005.

## Filmographie
- 1999 : Chikin Biznis
- 2003 : Wooden Camera (en)